# Lunde, Telemark
Lunde (eller Bjervamoen) är en tätort i Nome kommun i Telemark fylke i sydöstra Norge. Tätorten ligger där fylkesväg 359 och Sørlandsbanan korsar Telemarkskanalen.
Lunde utgjorde tidigare centralort i dåvarande Lunde kommun.

## Bilder

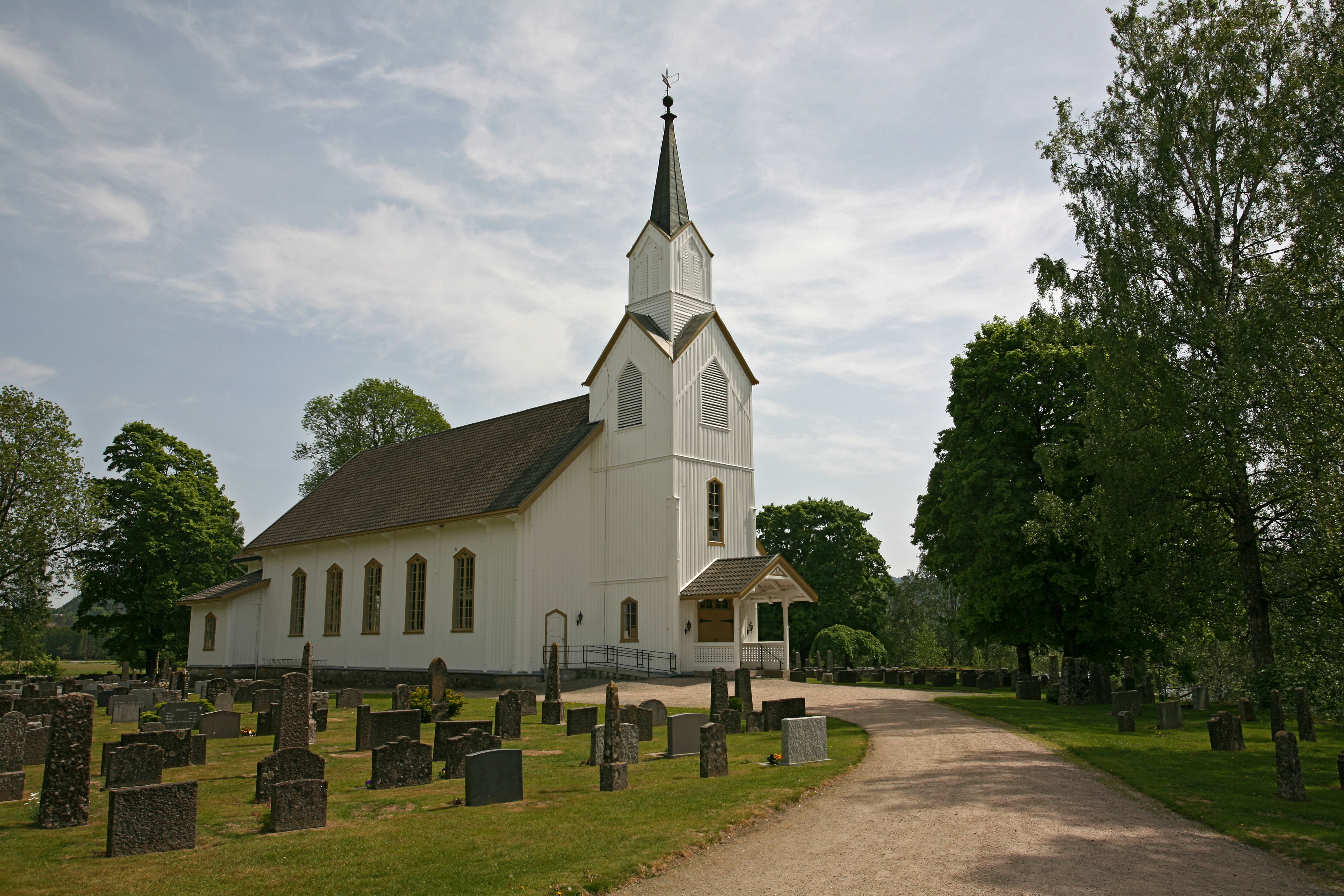
Lunde kyrka.
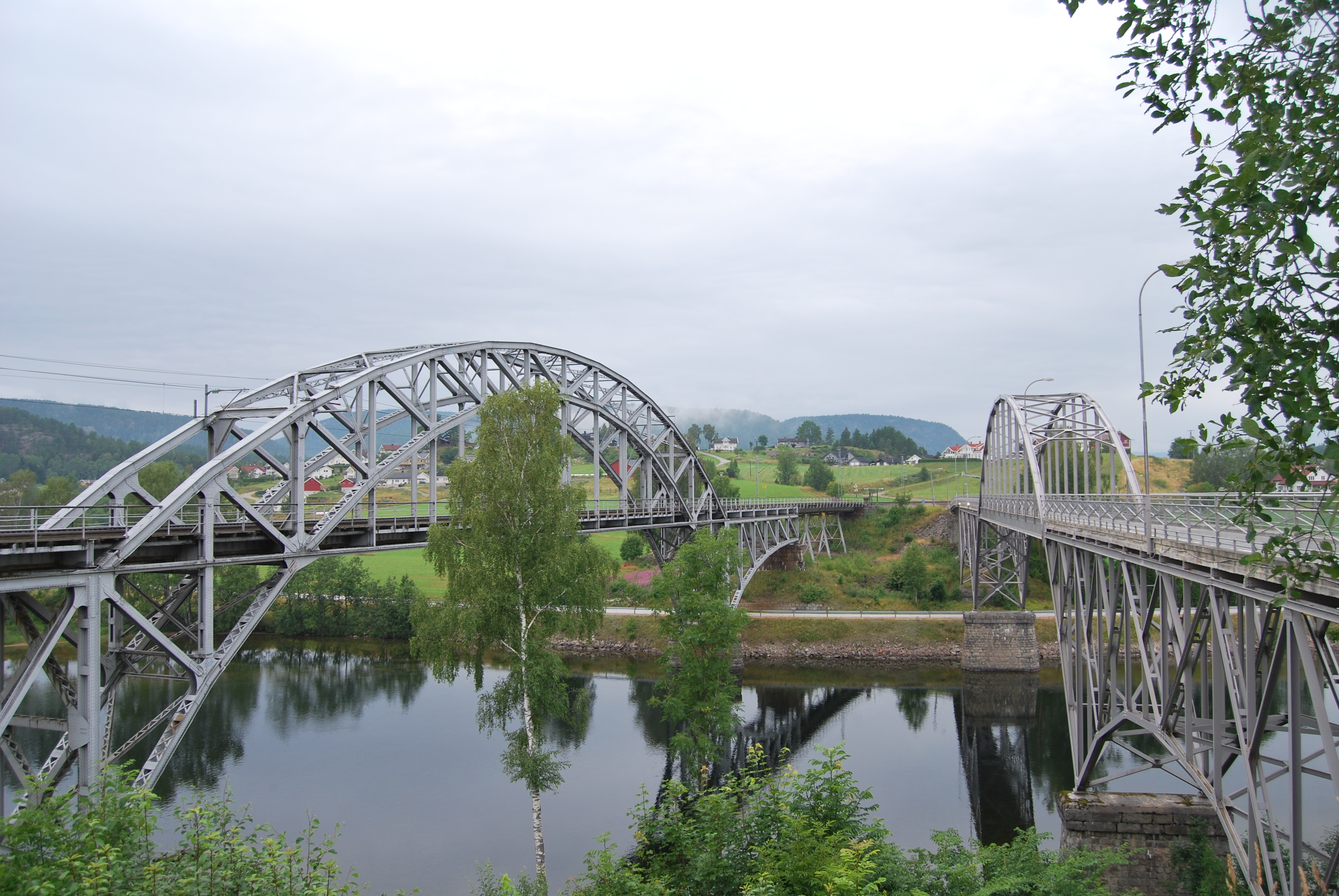
Broarna över kanalen i Lunde.
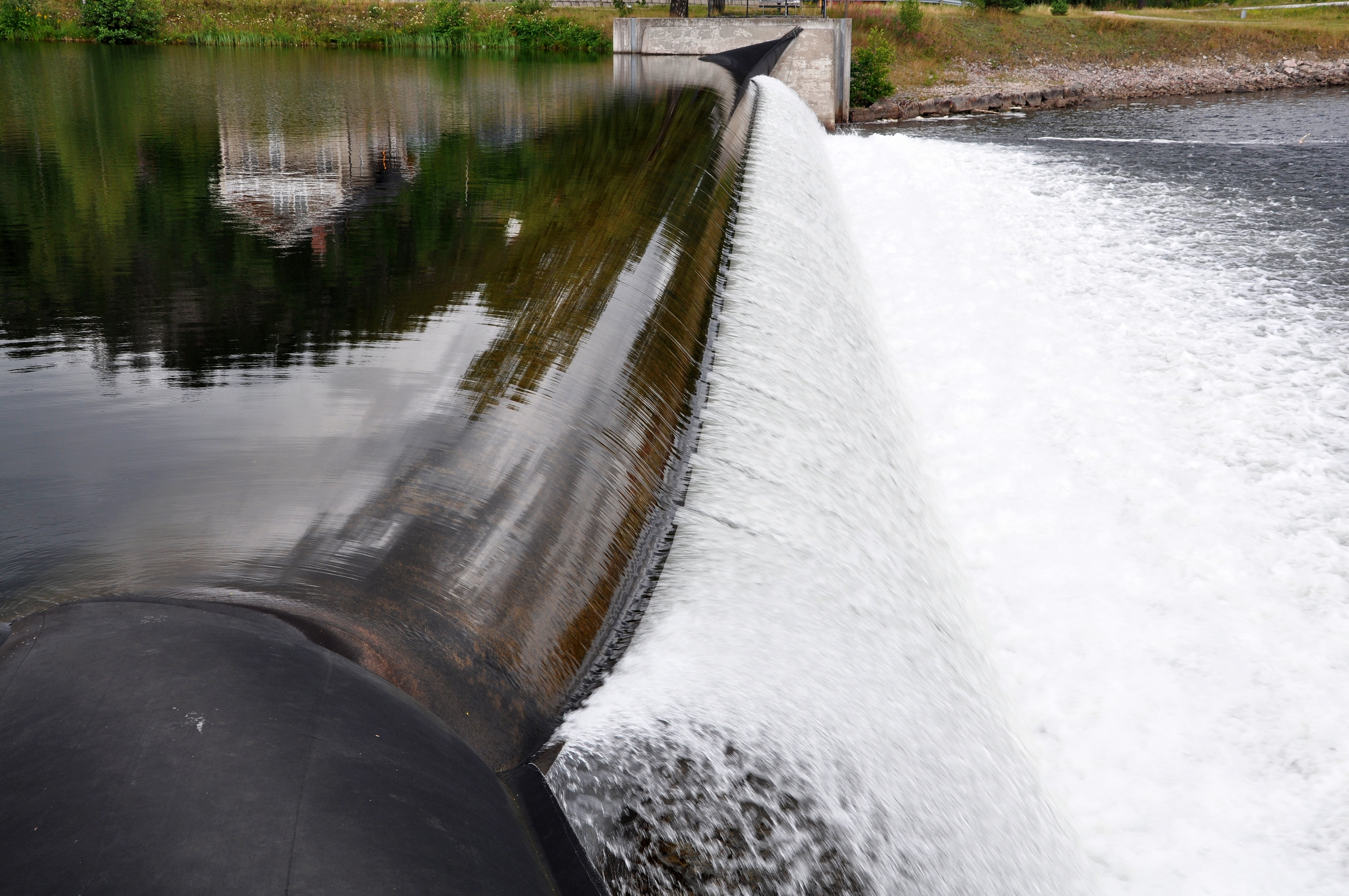
Gummidammen vid Lunde sluss.